# Havoc Records
Havoc Records ist ein im Jahr 1992 gegründetes Plattenlabel aus Minneapolis, USA, das seither bevorzugt Bands aus den Genres Punk, Hardcore Punk und Grindcore unter Vertrag nimmt und verlegt. Die erste Veröffentlichung war 1992 die EP Burn This Racist System Down! der Crust-Punk-Band Destroy! des Labelgründers Felix Havoc.

## Veröffentlichungen (Auswahl)
- Caustic Christ – Lycanthropy (2006)
- Destroy! – Discography 1990-1994 (Kompilation, 2002)
- Discharge – Hear Nothing See Nothing Say Nothing (2010)
- Disfear – Soul Scars (2020)
- Kylesa – To Walk a Middle Course (2005)
- Poison Idea – Latest Will and Testament (2006)
- R.A.M.B.O. – Bring It! (2005)
- Sacrilege – Its Time to Face the Reaper – The Demos 84-86 (2013)
- Skitsystem – Enkel Resa Till Rännstenen (2001)
- The Varukers – One Struggle One Fight (2010)
- Vitamin X – Bad Trip (2004)
- Wolfbrigade – Comalive (2018)